# 小行星9534
小行星9534是一颗围绕太阳公转的小行星。1981年10月4日，諾曼·G·托馬斯在可可尼诺县发现了此天体。
这颗小行星的绝对星等为337.962812873542等。